# Pardomuan Tongah
Pardomuan Tongah is een bestuurslaag in het regentschap Simalungun van de provincie Noord-Sumatra, Indonesië. Pardomuan Tongah telt 739 inwoners (volkstelling 2010).